# Stazione di Guardia Piemontese Terme
La stazione di Guardia Piemontese Terme è una fermata ferroviaria posta a 8 metri s.l.m. sulla linea Battipaglia-Reggio Calabria. Serve il centro abitato di Guardia Piemontese.

## Storia
La fermata, in origine denominata semplicemente "Guardia Piemontese", entrò in servizio il 31 luglio 1895, come parte del tronco ferroviario da Praia d'Ajeta a Sant'Eufemia Marina.

## Movimento

### Trasporto regionale
La stazione è servita da treni Regionali che collegano Guardia Piemontese Terme con:
- Paola
- Cosenza
- Sapri
- Napoli Centrale
- Salerno

I treni del trasporto regionale vengono effettuati con E.464 con carrozze UIC-X restaurate + carrozze semipilota, carrozze MDVC, carrozze MDVE + carrozze semipilota, miste di prima e seconda classe. Inoltre vengono utilizzati i treni Minuetto ALe 501/502.